# Sighard Gille
Sighard Gille (* 25. Februar 1941 in Eilenburg) ist ein deutscher Maler und Grafiker und war Hochschullehrer.

## Leben und Werk

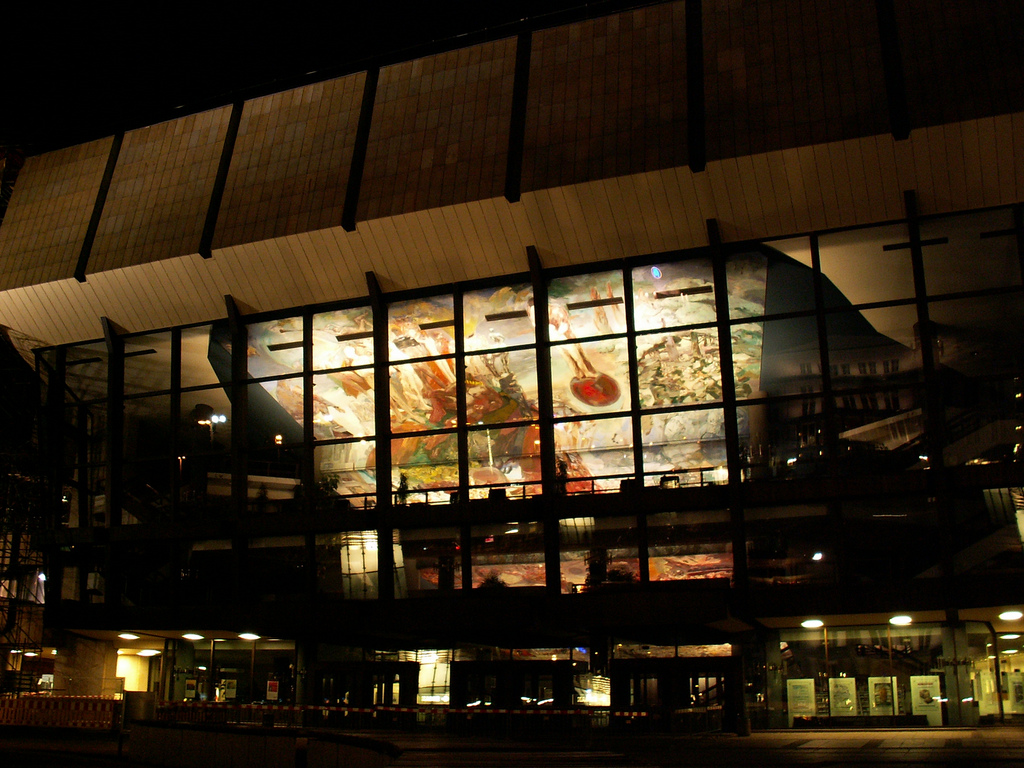
Fresko Gesang vom Leben (1981) im Neuen Gewandhaus Leipzig

Gille studierte von 1959 bis 1960 ohne Abschluss an der Humboldt-Universität zu Berlin Agrarwissenschaft. Bis 1963 war er in Berlin Hilfsarbeiter im Berliner VEB Reprocolor und in einem Fotostudio. Dann absolvierte er eine Ausbildung als Fotograf, wozu er auch die Abendschule der Hochschule für Grafik und Buchkunst Leipzig (HGB) besuchte. 1963/1964 betätigte er sich als Porträtfotograf und Bildreporter. Von 1965 bis 1970 studierte er an der HGB bei Bernhard Heisig, Wolfgang Mattheuer, Fritz Fröhlich und Werner Tübke und erwarb er das Diplom für Malerei. Von 1974 bis 1976 war er Meisterschüler bei Heisig an der Deutschen Akademie der Künste in Ost-Berlin. Von 1977 bis 1980 und ab 1986 war er Assistent an der HGB im Fachbereich Malerei. 1989 wurde er Leiter der Malklasse. Von 1992 bis zur Emeritierung 2006 hatte er eine Professur. Zu den Schülern Gilles gehörten u. a. Walter Eisler, Jost Giese, Jost Heyder und Walter Libuda.
Gille war bis 1990 Mitglied des Verband Bildender Künstler der DDR. Er hatte im In- und im Ausland eine bedeutende Zahl von Einzelausstellungen und Ausstellungsbeteiligungen, in der DDR u. a. von 1972 bis 1988 an der VII. bis X. Kunstausstellung der DDR in Dresden. Der Kölner Kunstmäzen Peter Ludwig kaufte insgesamt 61 Arbeiten Gilles.

## Ehrungen
- 1980: Kunstpreis des FDGB
- 1982: Nationalpreis der DDR III. Klasse
- 1985: Preisträger im Wettbewerb 100 ausgewählte Grafiken
- 1986: Anerkennung für Grafik im Wettbewerb zum XI. Parteitag der SED

## Museen und öffentliche Sammlungen mit Werken Gilles (unvollständig)
- Altenburg/Thür.: Lindenau-Museum
- Berlin: Neue Nationalgalerie[2]
- Berlin: Berlinische Galerie
- Dresden: Galerie Neue Meister[3]
- Dresden: Sächsischer Kunstfonds[3]
- Erfurt: Angermuseum
- Gera: Otto-Dix-Haus
- Oberhausen: Ludwiggalerie Schloss Oberhausen
- Stendal: Winckelmann-Museum[4]
- Torgau: Stadt- und Kulturgeschichtliches Museum[5]

## Werke

### Deckengemälde im Gewandhaus Leipzig
Zwischen 1980 und 1981 fertigte Gille für die Foyers des Gewandhauses Leipzig das Deckengemälde Gesang vom Leben an, das mit einer Fläche von 712 m² als größtes Deckengemälde in Europa gilt. 1979 erhielt er zusammen mit Wolfgang Peuker den Auftrag, die Deckenmalerei im Gewandhaus gemeinsam auszuführen. Die beiden Künstler teilten die Fläche auf, da ein gemeinsames Malen nicht möglich war. Nach den ersten Entwürfen verlangte der Auftraggeber jedoch eine einheitliche Handschrift für die gesamte Fläche. Der Auftrag ging aufgrund der Entwürfe an Sighard Gille. Wolfgang Peuker bekam die untere senkrechte Wand, die ursprünglich nicht für eine Malerei vorgesehen war. Nach Beginn der Arbeit war der Auftraggeber mit Peukers Komposition an dieser zentralen Stelle nicht einverstanden. Der Auftrag wurde storniert und Wolfgang Peuker erhielt einen neuen Auftrag für ein Deckengemälde im Bachmuseum. Das unfertige Gemälde Peukers wurde mit Farbe überstrichen und verschalt.

### Buchillustrationen
- Miguel de Cervantes Saavedra: Leben und Taten des scharfsinnigen Edlen Don Quixote von la Mancha. Übersetzung von Ludwig Tieck. Mit farbigen Zeichnungen von Sighard Gille. Verlag Faber & Faber, Leipzig 2004, ISBN 3-936618-27-5.
- Daniel Kehlmann: Beerholms Vorstellung. Mit zwölf farbigen Vignetten und vier Original-Lithografien von Sighard Gille. Verlag Faber & Faber, Leipzig 2008, ISBN 978-3-86730-064-3.
- Ralph Grüneberger: Liebe Freiheit Mann & Frau. Ein Lesebuch. Mit 23 Grafiken (Radierung, Ätzung, Kaltnadel, Lithografie) sowie einer Original-Lithografie von Sighard Gille. Projekte Verlag Halle/Saale 2012; ISBN 978-3-95486-254-2

## Ausstellungen seit der deutschen Wiedervereinigung (unvollständig)
- 2005: 10 Jahre galerie.leipziger-schule, Galerie Hotel Leipziger Hof[7]
- 2016: Sequenz. Malerei und Zeichnungen, Kunstverein Coburg
- 2017: Sighard Gille. Ruhelos, Museum der bildenden Künste Leipzig